# Kim Dong-won (réalisateur)
Pour les articles homonymes, voir Kim Dong-won.
Dans ce nom coréen, le nom de famille, Kim, précède le nom personnel.
Kim Dong-won (né le 24 février 1955 à Séoul) est un documentariste sud-coréen, auteur notamment du film Rapatriement, récompensé par le prix de la Liberté d’expression au festival du film de Sundance de 2004.